# 麥克加沃克鎮區 (阿肯色州密西西比縣)
麥克加沃克鎮區（英語：McGavock Township）是位於美國阿肯色州密西西比縣的一個行政鎮區。

## 地方資料
麥克加沃克鎮區的面積為62.04平方千米，當中陸地面積為61.96平方千米，而水域面積為0.08平方千米。根據2010年美國人口普查的數據，當地共有人口655人，而人口密度為每平方千米10.56人。